# Coupe de France 1941/42
Der Wettbewerb um die Coupe de France in der Saison 1941/42 war die 25. Ausspielung des französischen Fußballpokals für Männermannschaften. In diesem Jahr meldeten 469 Vereine; das waren nahezu doppelt so viele wie im Vorjahr, die Zahl lag aber deutlich unter der bisherigen Rekordteilnahme (778 Klubs, 1939/40).
Titelverteidiger waren die Girondins AS du Port aus Bordeaux. Gewinner der Trophäe wurde Red Star Olympique. Dies war nach 1921, 1922, 1923 und 1928 bereits Red Stars fünfter Pokalgewinn – und blieb bis in die Gegenwart (2009) auch sein letzter. Für genau ein Jahr schloss Red Star damit wieder zum Rekordpokalsieger Olympique Marseille auf. Sein Gegner FC Sète bestritt 1942 sein sechstes und bis heute letztes Pokalfinale.
Die Austragung wurde stark von den politischen Umständen dieser Kriegsjahre beeinflusst. Seit dem deutschen Einmarsch (1940), der Besetzung des gesamten Nordens und Westens sowie der Bildung eines formal selbständigen „freien Frankreichs“ (auch als Vichy-Frankreich bezeichnet) im Südosten des Landes war Frankreich auch sportlich praktisch drei-, wenn man die von Deutschland annektierten Gebiete im Elsass und in Lothringen dazurechnet, deren Vereine im deutschen Ligensystem spielten, sogar viergeteilt. Der äußerste Norden und Nordosten unterstand unmittelbar der deutschen Militärverwaltung in Brüssel und war besonderen Restriktionen unterworfen (Zone interdite, die „verbotene Zone“); zwischen dieser sowie der zone occupée bzw. der zone non occupée („besetzte“ bzw. „unbesetzte Zone“) war ein geregelter Sportverkehr nur höchst eingeschränkt möglich. Dies äußerte sich auch im Austragungsmodus des Pokals: so ermittelte jede der drei Zonen zunächst ihren eigenen Sieger; anschließend spielten die beiden Gewinner der besetzten Gebiete in einem „Interzonenfinale“ ihren gemeinsamen Sieger aus, der dann gegen denjenigen aus dem „freien Frankreich“ das eigentliche Endspiel austrug.
Auf Weisung der Vichy-Regierung musste der Fußballverband FFF die reguläre Spieldauer auf 80 Minuten begrenzen und die Coupe de France – wie in ihren Anfangsjahren – wieder Coupe Charles Simon nennen. Ersteres hing mit den Intentionen der verantwortlichen Hohen Sportkommissare der Regierung, Jean Borotra und Joseph Pascot (ab Frühjahr 1942 Borotras Nachfolger), zusammen, den professionellen Sport unattraktiv zu machen, um ihn schließlich abschaffen zu können; Letzteres sollte verhindern, dass die deutschen Besatzer hinter der Namensgebung den Versuch witterten, damit könnten Ansprüche auf ein ungeteiltes Frankreich – wenn auch nur im Fußball – geltend gemacht werden.
Nach den auf regionaler Ebene organisierten Qualifikationsrunden wurden ab dem Achtelfinale die Paarungen für jede Runde innerhalb der jeweiligen Zone frei ausgelost. Die Spiele fanden im Regelfall auf neutralem Platz statt. Endete eine Begegnung nach Verlängerung unentschieden, wurden solange Wiederholungsspiele ausgetragen, bis ein Sieger feststand. Davon machten der Olympique Iris Club Lille und der RC Roubaix im Achtelfinale sogar ausgiebig Gebrauch: es brauchte vier Spiele, davon drei mit Verlängerung, ehe feststand, dass der Fusionsverein aus Lille die nächste Runde erreicht hatte.

## Achtelfinale
Spiele am 4. Januar, Wiederholungspartien am 18. und 25. Januar sowie am 1. Februar 1942; da es in diesem Jahr keine offizielle Landesmeisterschaft gab, wird auf die Angabe der Ligazugehörigkeit der Vereine verzichtet.

### Verbotene Zone
| - RCFC Besançon – FC Sochaux 1:0 - USO Bruay – OFC Charleville 3:1 - ES Bully – AS Raismoise 4:1 - CS Homécourt – Le Thillot 4:0 | - OIC Lille – RC Roubaix 1:1 n. V., 1:1 n. V., 2:2 n. V., 4:2 - Excelsior Roubaix – US Tourcoing 0:4 - US Valenciennes – SC Fives 2:1 - RC Lens – RC Arras 4:2 |

### Besetzte Zone
| - Girondins ASP Bordeaux – ES Audenge 4:0 - US Le Mans – Stade Rennes UC 2:1 - CA Montreuil – CA Paris 3:2 - Racing Paris – Stade Français Paris 4:2 | - US Quevilly – Le Havre AC 2:0 - Stade Reims – AC Amiens 3:0 - SM Caen – FC Rouen 0:2 - Red Star Olympique – La Roche Rigault 5:2 |

### Unbesetzte Zone
| - FC Toulouse – CO Périgueux 1:0 - FC Sète – AS Béziers 8:0 - SO Montpellier – US Cazères 1:0 - AS Cannes – Stade Raphaëlois 7:0 | - AS Monaco – Olympique Marseille 3:2 - Olympique Alès – Côte Chaude Sportif 3:0 - FC Annecy – CO Saint-Chamond 2:1 - Olympique Nîmes – SC du Temple 2:1 |

## Viertelfinale
Spiele am 1., 15. und 22. Februar 1942

### Verbotene Zone
| - RCFC Besançon – CS Homécourt 6:3 - USO Bruay – US Tourcoing 3:2 | - OIC Lille – ES Bully 1:0 - RC Lens – US Valenciennes 2:0 |

### Besetzte Zone
| - Girondins ASP Bordeaux – US Le Mans 4:2 - US Quevilly – Racing Paris 1. Spiel n. gewertet, 1:0 (a) | - Stade Reims – CA Montreuil 5:0 - Red Star Olympique – FC Rouen 4:1 |

### Unbesetzte Zone
| - FC Toulouse – FC Annecy 1:0 - FC Sète – Olympique Nîmes 1:0 | - SO Montpellier – AS Monaco 4:1 - AS Cannes – Olympique Alès 2:1 |

## Halbfinale
Spiele am 1., 15. und 22. März 1942

### Verbotene Zone
| - OIC Lille – RCFC Besançon 3:2 | - RC Lens – USO Bruay 4:1 n. V. |

### Besetzte Zone
| - Girondins ASP Bordeaux – Red Star Olympique 1:2 | - Stade Reims – US Quevilly 1:0 |

### Unbesetzte Zone
| - FC Sète – FC Toulouse 3:0 | - AS Cannes – SO Montpellier 3:1 |

## Zonenfinals
Spiel am 12. April 1942

### Verbotene Zone
- RC Lens – OIC Lille 3:1 n. V.

### Besetzte Zone
- Red Star Olympique – Stade Reims 1:0

### Unbesetzte Zone
- FC Sète – AS Cannes 2:1

## Interzonenfinale
Spiele am 3. und 10. Mai 1942 
- Red Star Olympique – RC Lens 1:1 n. V., 5:2

## Landesfinale
Spiel am 17. Mai 1942 im Stade Olympique Yves-du-Manoir in Colombes vor 44.654 Zuschauern
- Red Star Olympique – FC Sète 2:0 (1:0)

### Mannschaftsaufstellungen
Auswechslungen waren damals nicht möglich.
Red Star Olympique: Julien Darui – Helenio Herrera, Henri Roessler – Georges Meuris , Gabriel Braun, René Sergent – Alfred Aston, André Simonyi, Paul Bersoullé, Henri Joncourt, Roger Vandevelde
Trainer : unbekannt
FC Sète: Armenak „Armand“ Erevanian – Jean Mathieu, René Franquès  – Jules Robisco, Lucien Leduc, Charles Laurent – Mohamed Laïd, Edmond Novicki, Désiré Koranyi, Pierre Danzelle, Jean Miramon
Trainer : René Dedieu
Schiedsrichter: Georges Capdeville (Bordeaux)

### Tore
1:0 Vandevelde (45.)

2:0 Aston (72.)

### Besondere Vorkommnisse
Sètes Stammspieler Marcel Tomazover reiste gar nicht erst nach Paris; in einer politischen Atmosphäre, die nur zwei Monate später in der Rafle du Vél’ d’Hiv' kulminierte, war ihm dies zu gefährlich, weil er befürchten musste, als Jude von den dortigen Polizeibehörden festgenommen zu werden. Auch der in Deutschland als persona non grata betrachtete Oskar Rohr fehlte in Sètes Endspielmannschaft.